# A più voci
A più voci è un album raccolta di Mario Lavezzi, pubblicato dall'etichetta discografica RCA il 20 febbraio 2009.
L'album, messo in commercio dopo la partecipazione di Lavezzi al Festival di Sanremo 2009 insieme ad Alexia con il brano Biancaneve, comprende brani interpretati dal cantautore con altri artisti noti.

## Tracce
1. Biancaneve (con Alexia)
2. Succede (con Gianni Morandi)
3. Insieme a te (con Ornella Vanoni)
4. Giorni leggeri (con Lucio Dalla e Riccardo Cocciante)
5. In alto mare (con Loredana Bertè)
6. Momento delicato (con Fiorella Mannoia)
7. Varietà (con Giulia Combo)
8. La locomotiva (con Teo Teocoli)
9. Per fortuna che ci sei (con Dave Pearlman)
10. Le tre verità (con Loredana Bertè e Fausto Leali)
11. Bianche raffiche di vita (con Mango, Laura Valente e Luca Carboni)
12. La bandiera (con Biagio Antonacci)
13. Vita (unico brano interpretato dal solo Mario Lavezzi)
14. Insieme a te sto bene (con Bill Champlin, Lita Ford, Giuseppe Barbera e Fran)
15. Senza catene (con Ivana Spagna)
16. Se rinasco (con Loredana Bertè e Fiorella Mannoia)